# Descenso de Cruzeiro al Campeonato Brasileño de Serie B en 2019
El descenso de Cruzeiro a la segunda división del fútbol brasileño fue un suceso futbolístico ocurrido el día 8 de diciembre de 2019 tras perder ante Palmeiras de local por 0:2 con los goles de Zé Rafael y Dudu, cayendo a la Serie B por primera vez en su historia.

## Antecedentes
El Cruzeiro Esporte Clube de Belo Horizonte (Brasil), fue fundado en 1921 como Sociedade Esportiva Palestra Itália, el cual corresponde a uno de los clubes más tradicionales y populares del país. Es considerado uno de los más grandes del fútbol brasileño por su historia, títulos y afición. Ha conquistado múltiples campeonatos nacionales, incluyendo varias ediciones del  Serie A de Brasil, y es uno de los equipos brasileños más exitosos en competencias internacionales, destacando sus dos títulos de la Copa Libertadores de América (1976 y 1997). Disputa sus partidos en el Estadio Mineirão, uno de los recintos más importantes del país, también sede de la Copa Mundial de Fútbol de 2014 y de los Juegos Olímpicos de 2016.
Entre sus ídolos históricos se encuentran jugadores como Tostão, Dirceu Lopes, Raúl Plassmann, Alex de Souza, Ronaldo, quien debutó profesionalmente en el club, y más recientemente Fábio y Éverton Ribeiro.
El descenso de 2019 marcó un hito negativo en la historia del club, al ser la primera vez que perdió la categoría en el campeonato brasileño desde la implementación del sistema moderno de ligas.

### El sistema de descenso en el fútbol brasileño
En Brasil, los campeonatos de fútbol son organizados por la CBF a nivel nacional y por las federaciones estatales en sus respectivas regiones. Desde 2003, el Brasileirão se disputa en formato de liga continua a puntos corridos, con los cuatro equipos de peor desempeño descendiendo directamente al Brasileirão Série B.
Cruzeiro fue uno de los pocos grandes del fútbol brasileño que nunca había descendido desde la creación del campeonato nacional en 1971, manteniéndose en la élite hasta la temporada 2019. Sin embargo, una grave crisis deportiva, financiera y administrativa llevó al equipo a terminar en la 17.ª posición de la tabla, con solo 36 puntos, lo que provocó su descenso a la segunda división por primera vez en su historia.
El descenso tuvo gran impacto nacional, marcando un momento de inflexión en la historia reciente del club. Cruzeiro disputó tres temporadas consecutivas en la Série B (2020, 2021 y 2022), logrando finalmente el ascenso en 2022 bajo la gestión del exfutbolista Ronaldo Nazário, quien se convirtió en accionista mayoritario del club a través de su grupo inversor.
Desde su regreso a la Serie A, Cruzeiro ha buscado reconstruir su estructura deportiva e institucional, apostando por un modelo de gestión profesional y el desarrollo de jóvenes talentos para recuperar el protagonismo en el escenario nacional e internacional. Uno de los mejores logros del Cruzeiro en el regreso a Serie A fue llegar a la final de la Copa Sudamericana 2024, el cual pese perder 3-1 contra Racing fue un momento en donde el club volvio a brillar luego de varias temporadas nefastas.

## El descenso de Cruzeiro

### Pretemporada
Antes del inicio de la temporada 2019 del Campeonato Brasileño de Serie A, el Cruzeiro Esporte Clube era considerado uno de los equipos más fuertes del país. Venía de ganar el Campeonato Mineiro frente a su archirrival Atlético Mineiro y había avanzado como primero de grupo en la Copa Libertadores, lo que generó altas expectativas para el resto del año.

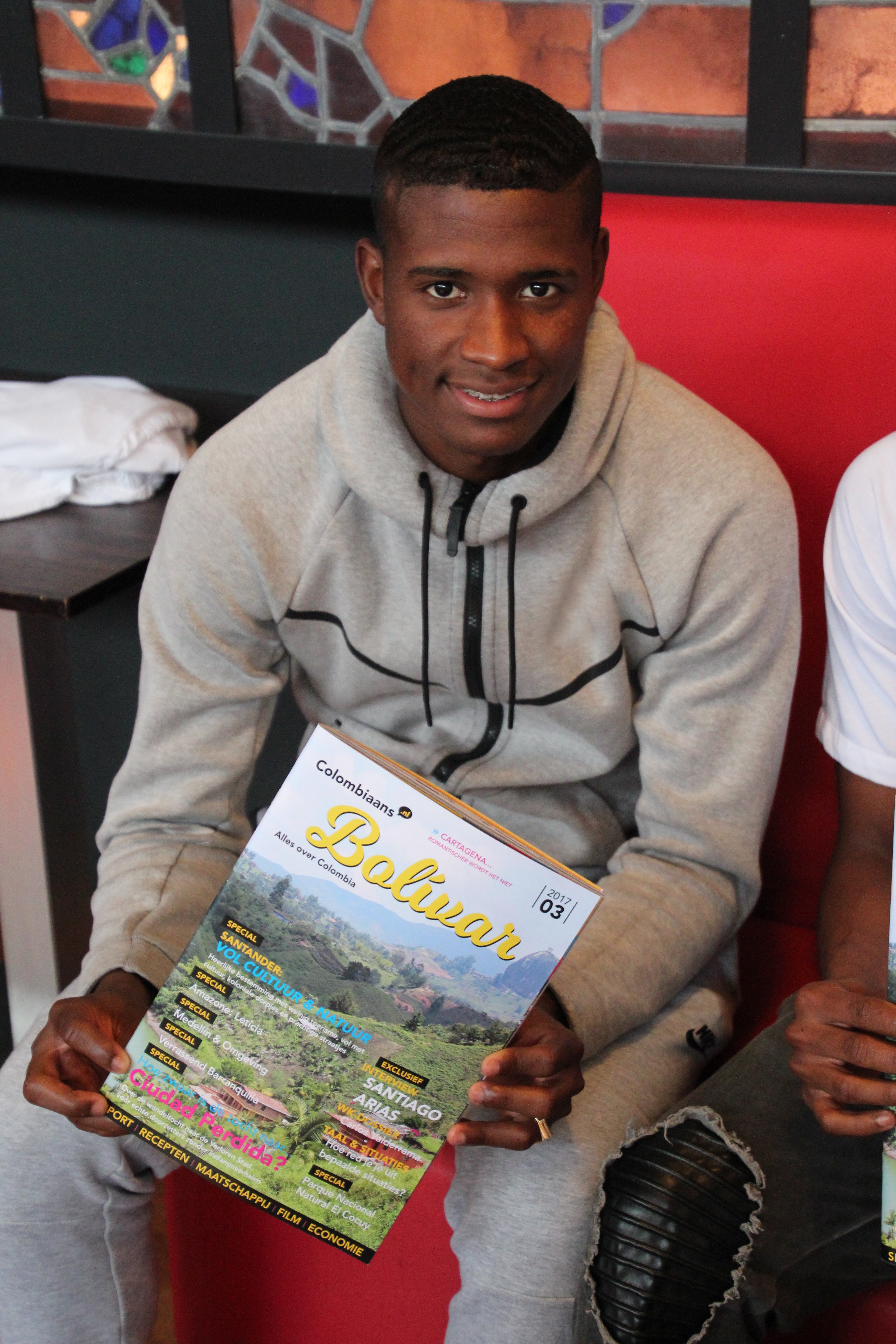
Luis Manuel Orejuela fue uno de los jugadores que llegaron a Cruzeiro para la temporada 2019

En materia de refuerzos, el club realizó contrataciones importantes como el mediocampista Rodriguinho, procedente del Pyramids FC, y el lateral derecho Orejuela. También se reforzó con la llegada del delantero Marquinhos, proveniente del Arsenal de Inglaterra, quien pasó los exámenes médicos a comienzos de año.
La pretemporada incluyó una gira en Estados Unidos, donde disputó partidos amistosos destacados, incluyendo clásicos regionales. Pese a un comienzo alentador, los problemas comenzaron a aflorar a partir de mayo de 2019, cuando la Policía Civil de Brasil realizó una operación en la sede del club e investigó a varios directivos, incluido el presidente Wagner Pires de Sá, por presunto lavado de dinero y falsedad documental.

### Brasileirão 2019
La aventura de Cruzeiro por el Brasileirão inició el 27 de abril de ese año, con una derrota de visitante ante Flamengo (que a la postre sería el campeón) por 3:1 en el Maracaná, con lo que ya se iba mostrando la baja calidad futbolística que Cruzeiro mostraría esa temporada. En la siguiente fecha logró reponerse ganando 2:0 ante Ceará, consiguiendo otra victoria más ante Goiás por 2:1. Sin embargo, tras 5 fechas consecutivas sin ganar, cosechando solo 2 empates y 3 derrotas por 3:1 ante Internacional, 4:1 con Fluminense y 1:2 en Belo Horizonte con Chapecoense, cayó en la zona de descenso.
En la Copa Libertadores 2019 en Octavos de Final Cruzeiro igualó 0-0 en el partido de vuelta en casa y cayó 4-2 por penales a manos del campeón defensor River Plate que llegó hasta la final que perdió a manos de Flamengo.

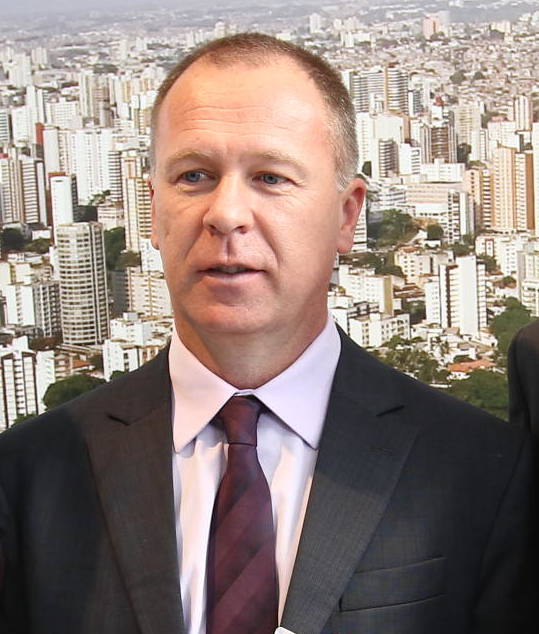
Mano Menezes, fue el primer director tecnico que fue despedido por los malos resultados obtenidos por la Raposa

Afortunadamente, solo estuvo 2 fechas y tras ganar en la fecha 11, volvió a los puestos de permanencia. Sin embargo dos derrotas ante Paranaense y en el clásico de Belo Horizonte ante Atlético Mineiro, lo regresaron a los puestos de descenso y llevaron a la directiva del club a despedir a Mano Menezes como DT del equipo, siendo sustituido interinamente por Ricardo Resende. Resende solo estuvo en la fecha 14 como DT, cuando decidieron contratar a Rogério Ceni como el nuevo entrenador. Con Ceni, el equipo mejoró, sin embargo tras perder estrepitosamente en casa ante Grêmio por 1:4, los azules volverían al infierno.
Allí permanecerían 9 fechas, en las que tras un empate sin goles ante Ceará, Ceni se iría echado del club, provocando una nueva búsqueda para encontrar un nuevo director técnico. Con Abel Braga como nuevo DT, el "Time do Povo" mejoró significativamente su nivel y tras ganar 1:0 ante São Paulo y 2:1 de visitante ante Corinthians volverían a la permanencia. Sin embargo la alegría no duraría mucho.
Tras dos empates sin goles y aún peor, una terrible derrota por 1:4 en el Estadio Mineirão con Santos llevaron a la salida de Braga y la vuelta a al dolor de confrontar la posibilidad de descender por primera vez. Después contrataron al último entrenador del descenso, Adílson Batista con la esperanza de evitar descender. Eso parecía difícil que sucediera, sin embargo, terminó dándose el peor escenario.

### El partido del descenso
El 8 de diciembre se jugó la última fecha de la liga con todos los partidos al mismo tiempo desde las 16:00. Cruzeiro, que estaba en el lugar 17 con 36 puntos, el mejor de los descendidos, estaba por debajo de Ceará con 38 puntos y Botafogo con 42 puntos. Por ello, tenía que esperar sí o sí dos resultados: ganar ante Palmeiras y que Botafogo venciera de local a Ceará. Si ganaba pero Ceará ganaba perdía la posibilidad de quedarse. Esto también pasaba si Botafogo y Ceará empataban, ya que Ceará tenía una diferencia de gol de +5, mayormente contrario al -17 de Cruzeiro.
El partido inició a las 16:01 al mismo tiempo que inició el encuentro de Botafogo y Ceará. Para evitar incidentes entre hinchadas, solo pudo asistir hinchada local.
El primer tiempo fue manejado por Cruzeiro, al mismo tiempo que Botafogo ganaba con un gol de Marcos Vinicius a los 39 minutos. Con un cambio en el primer tiempo, los azules pensaban en ganar y quedarse en la permanencia. Sin embargo, las cosas empezaron a tener un rumbo diferente al comienzo del segundo tiempo.
Con Palmeiras acercándose al arco de Cruzeiro, el Time do Povo estaba más arrinconado, y tras una jugada inteligente de Raphael Veiga, Palmeiras marca el primer gol gracias a Zé Rafael a los 58 minutos. Tras hacer un cambio un minuto después, Cruzeiro siguió intetando durante minutos marcar gol, sin lograrlo gracias a las atajadas de Weverton.
El partido se salió completamente de control cuando tras el empate de Ceará a los 66 minutos gracias a Thiago Galhardo, la Torcida de Belo Horizonte empezó a hacer disturbios lanzando cosas y hasta intentando saltar a la cancha. Pero el momento más caliente fue cuando Dudu marcó el segundo gol a los 84 minutos con la asistencia de Bruno Henrique, momento en el cual, los hinchas trataron de entrar para agredir a los jugadores, por lo que la policía tuvo que interferir lanzando gases lacrimógenos y disparando balas de goma.
En ese momento, el árbitro decidió acabar el partido, provocando que Cruzeiro, por primera vez en la historia descendiera a la Serie B de Brasil, algo sin precedentes en mucho tiempo. De una manera triste, con un club en decadencia e hinchas lanzando sillas y quemando las inmediaciones del estadio, el coloso de Minas Gerais cayó al abismo de la B por primera vez luego de 98 años de vida y 60 años en la máxima categoría.

#### Ficha del partido
| 1          | POR        | Fábio              |     |
| 28         | DEF        | Luis Orejuela      | 49' |
| 14         | DEF        | Cacá               |     |
| 3          | DEF        | Léo                |     |
| 18         | DEF        | Dodô               |     |
| 27         | MED        | Jádson             |     |
| 8          | MED        | Henrique           |     |
| 15         | MED        | Éderson            |     |
| 20         | DEL        | Marquinhos Gabriel |     |
| 32         | DEL        | Pedro Rocha 59'    |     |
| 17         | DEL        | Ezequiel 46'       |     |
| Entrenador | Entrenador | Adílson Batista    |     |

| 21         | POR        | Weverton          |     |
| 2          | DEF        | Marcos Rocha 82'  |     |
| 13         | DEF        | Luan García       |     |
| 25         | DEF        | Antônio Júnior    |     |
| 6          | DEF        | Diogo Barbosa     |     |
| 19         | MED        | Bruno Henrique    |     |
| 35         | MED        | Matheus Fernandes |     |
| 8          | MED        | Zé Rafael         | 66' |
| 20         | MED        | Lucas Lima        |     |
| 23         | MED        | Raphael Veiga     | 71' |
| 7          | DEL        | Dudu              |     |
| Entrenador | Entrenador | Andrey Lopes      |     |

| 99 | DEL | Sassá    | 46' |
| 42 | DEF | Weverton | 49' |
| 41 | DEL | Maurício | 59' |

| 47 | MED | Gabriel Veron | 66' |
| 29 | MED | Willian       | 71' |
| 12 | DEF | Mayke         | 82' |

| Anotado | 58' | Zé Rafael | 0–1 |
| Anotado | 84' | Dudu      | 0–2 |

| Amonestado | 59' | Zé Rafael |

| Árbitro             | Leonel Silva      |
| Árbitros asistentes | Wilson de Souza   |
| Árbitros asistentes | Bandera de Brasil |

| 1          | POR        | Fábio              |     |
| 28         | DEF        | Luis Orejuela      | 49' |
| 14         | DEF        | Cacá               |     |
| 3          | DEF        | Léo                |     |
| 18         | DEF        | Dodô               |     |
| 27         | MED        | Jádson             |     |
| 8          | MED        | Henrique           |     |
| 15         | MED        | Éderson            |     |
| 20         | DEL        | Marquinhos Gabriel |     |
| 32         | DEL        | Pedro Rocha 59'    |     |
| 17         | DEL        | Ezequiel 46'       |     |
| Entrenador | Entrenador | Adílson Batista    |     |

| 21         | POR        | Weverton          |     |
| 2          | DEF        | Marcos Rocha 82'  |     |
| 13         | DEF        | Luan García       |     |
| 25         | DEF        | Antônio Júnior    |     |
| 6          | DEF        | Diogo Barbosa     |     |
| 19         | MED        | Bruno Henrique    |     |
| 35         | MED        | Matheus Fernandes |     |
| 8          | MED        | Zé Rafael         | 66' |
| 20         | MED        | Lucas Lima        |     |
| 23         | MED        | Raphael Veiga     | 71' |
| 7          | DEL        | Dudu              |     |
| Entrenador | Entrenador | Andrey Lopes      |     |

| 99 | DEL | Sassá    | 46' |
| 42 | DEF | Weverton | 49' |
| 41 | DEL | Maurício | 59' |

| 47 | MED | Gabriel Veron | 66' |
| 29 | MED | Willian       | 71' |
| 12 | DEF | Mayke         | 82' |

| Anotado | 58' | Zé Rafael | 0–1 |
| Anotado | 84' | Dudu      | 0–2 |

| Amonestado | 59' | Zé Rafael |

| Árbitro             | Leonel Silva      |
| Árbitros asistentes | Wilson de Souza   |
| Árbitros asistentes | Bandera de Brasil |

## Crisis de Cruzeiro en la Serie B entre 2020 y 2021
Después del abrupto descenso en el 2019, en el 2020, la temporada en la Serie B, no sería la esperada. El equipo brutalmente golpeado por deudas, tuvo que vender muchos de sus activos, como su edificio de administración, y recibir castigos por parte de la FIFA por graves fallas. El equipo empezó con una mala administración, quebrado y con una de las nóminas más pobres del campeonato. Luego de 38 fechas, el equipo no tomo ningún rumbo y estuvo más cerca de irse a la C que a la A. 
En el 2021, el panorama no cambió, antes empeoró, un equipo sin dinero, sin administración, sin siquiera estadio donde jugar, ha estado más en la cola que en la zona de ascenso. Se llamó a Vanderlei Luxemburgo pero los resultados no han sido los esperados.

## Impacto en la prensa mundial
Al ser un equipo tan relevante a nivel internacional, y ser considerado el mejor club brasileño del siglo XX, el descenso del club generó revuelo en todo el mundo futbolístico.
El diario español Diario AS publicó "Lágrimas e ira en el primer descenso de Cruzeiro en su historia".
El también español Marca puso "La cruz de Cruzeiro: de doble campeón del Brasileirão a descender cinco años después".
En Colombia, el diario El Tiempo tituló "Disturbios por el descenso de Cruzeiro a la serie B en Brasil", haciendo referencia a la gran cantidad de disturbios en las cercanías y hasta en el estadio.
Hinchas de Atlético Nacional agradecieron a Palmeiras por derrotar y mandar a Cruzeiro al descenso después de la goleada 8-0 que sufrió el verde de Antioquia a manos de Cruzeiro en 1992

## Regreso a Serie A
El 21 de Septiembre de 2022, 1.018 días después de consumado el descenso, Cruzeiro concretó el ascenso a la Serie A al consagrarse campeón de la Serie B 2022, después de vencer al Vasco da Gama por 3 a 0, en la trigésima primera fecha del campeonato. El 16 de Abril de 2023, Cruzeiro nuevamente jugó en el Campeonato de Serie A, el cual fue derrotado por Corinthians por 2 a 1 en la primera fecha de la Serie A 2023.